# 張烈文
張烈文（1515年—？），字元煥，别號晴湖，雲南蒙化衛軍籍直隸巢縣人，明朝政治人物。

## 生平
雲南鄉試第四名。嘉靖三十二年（1553年），登第三甲第二百二十二名進士。初授浙江嘉兴县知县，有政绩，嘉兴人立生祠祭祀他。升南京户部主事，历员外、郎中，累官直隸保定府（今河北省保定市）知府。隆庆二年正月升山西按察司副使、井陉兵备道。

## 家族
曾祖張禮；祖父張緒；父張仲美，母楊氏。严侍下。弟烈武、烈光。